# Давньоруська мова
Термін «давньору́ська мо́ва» (також давньоукраїнська мова, давньосхіднослов'янська мова) вживається для позначення:
1. сукупності діалектів, якими нібито розмовляло слов'янське населення Русі (спільносхіднослов'янська мова). Проте, на сьогодні остаточно спростовані теорії про давньоруську мовну єдність[2];
2. наддіалектної писемної мови, якою користувались у Русі (давньоруська (давньокиївська)[3] писемно-літературна мова).

Науковці мають істотно різні погляди на давньоруську мову. Ряд дослідників вважають давньоруською лише письмово-літературну мову, заперечуючи існування в минулому спільної усної давньосхіднослов'янської мови.
Не слід плутати давньоруську мову зі староцерковнослов'янською (та її пізнішими формами), яка була літературною мовою середньовічних слов'ян і за походженням є південнослов'янською.

## Походження
- Праіндоєвропейська мова
  -  Прабалтослов'янська мова
    -  Праслов'янська мова
      -  Давньоруська мова

## Слов'янські діалекти Київської Русі

### Проблема існування спільної східнослов'янської мови
Сучасні східнослов'янські мови мають ряд спільних рис, що відрізняють їх від інших слов'янських мов. На цей факт спирається гіпотеза про існування в минулому спільної мови східних слов'ян, на основі якої утворилися українська, білоруська та російська мови. Прихильниками цієї гіпотези були О. Востоков, І. Срезневський, О. Потебня, О. Соболевський, О. Шахматов, Л. Васильєв, М. Дурново, Б. Ляпунов, Г. Ільїнський, Л. Булаховський, А. Селіщев, С. Обнорський, М. Грунський, В. Виноградов, Р. Аванесов, П. Кузнецов, В. Борковський, Ф. Філін, М. Жовтобрюх, В. Колесов, В. Марков, В. Німчук та ін.
Вже на початку XX століття український лінгвіст Степан Смаль-Стоцький висловив іншу точку зору. Помітивши певні спільні риси української та сербської мов, що не властиві російській мові, він висловив гіпотезу про формування української та інших східнослов'янських мов безпосередньо з праслов'янської мови і заперечив існування в минулому спільної мови східних слов'ян. Згідно з цією точкою зору, спільні риси східнослов'янських мов з'явились не через спільне походження, а внаслідок взаємного впливу вже після розпаду давньослов'янської спільноти. Такої точки зору дотримувались і дотримуються Є. Тимченко, І. Огієнко, Ю. Шевельов, Віталій Русанівський, О. Ткаченко, Г. Півторак, І. Матвіяс, В. Скляренко та ін.
Між прихильниками двох точок зору точилася жвава наукова дискусія. Наявний на той час лінгвістичний матеріал не дозволяв надати перевагу жодній з двох гіпотез. Згасання дискусії у другій половині XX століття було викликане політичними чинниками. У тридцятих роках низка видатних українських лінгвістів, зокрема Є. Тимченко, були репресовані, а з кінця 1940-х років ідеологи радянського режиму вдалися до поширення історичної концепції про Київську Русь як «колиску трьох братніх народів». Ця концепція містила і постулат про існування за часів Київської Русі «єдиної давньоруської народності» з єдиною мовою. Публічне поширення інших точок зору в Радянському Союзі було заборонене. Вважалося, що в гіпотетичній давньоруській мові існували говори північно-західних територій із цоканням (нерозрізненням [ц] і [ч]) (дивіться Давньоновгородський діалект), проривним ґ, формою родового відмінку однини жіночого роду на -ѣ (у женѣ) та на південних і південно-східних — з розрізненням [ц] і [ч] , фрикативним [г] (або [h], [γ]), формою родового відмінку однини жіночого роду на -ы (у жены) та ін. Діалектні відмінності були і в лексиці. Подальший розвиток діалектних рис пов'язувався із т. зв. посиленням феодальної роздрібненості Русі (кінець XI — 2-а половина XII ст.).
Ситуація змінилася лише в 1990-ті роки. Внаслідок розпаду СРСР припинився ідеологічний тиск, і дискусія повернулась у наукове русло.
Накопичений за пів століття лінгвістичний матеріал дозволив поставити крапку в суперечці про існування в минулому спільної східнослов'янської мови. Ключову роль у цьому відіграли результати дослідження новгородських берестяних грамот. Російський лінгвіст А. Залізняк виявив, що у мові старіших грамот специфічні риси давньоновгородського діалекту виявляються найяскравіше. В мові пізніших грамот специфічних новгородських рис стає менше. Отже відбувалося не розходження, а зближення новгородського діалекту з іншими слов'янськими діалектами Київської Русі. Таким чином остаточно з'ясовано, що давньоновгородський діалект розвинувся з праслов'янської мовної єдності незалежно від давньокиївського.
Російський лінгвіст С. Л. Ніколаєв на основі аналізу історичного розвитку системи наголосів у діалектах слов'янських мов дійшов висновку, що й ряд інших племен Київської Русі походили з різних гілок слов'янства і розмовляли віддаленими слов'янськими діалектами.
Російський лінгвіст Г. А. Хабургаєв заперечує існування єдиної давньоруської мови і розглядає діалекти XI—XII століття як безпосередню спадщину пізньопраслав'янської епохи, а загальні риси східнослов'янських мов сформувалися в результаті конвергентних процесів початково неоднорідних слов'янських діалектів, що вступили у взаємодію на території Східної Європи.
Протягом часу існування Київської Русі відбувалось певне зближення слов'янських діалектів на її території, однак паралельно йшов процес формування нових фонетичних, лексичних, морфологічних та граматичних рис, що є специфічними для сучасних української, білоруської та російської мов. Отже гіпотезу про існування у минулому спільної мови східних слов'ян можна вважати спростованою.
Застосування терміна «давньоруська мова» до слов'янських діалектів Київської Русі у роботах сучасних лінгвістів є даниною традиції і не відображає реальної лінгвістичної картини того періоду.

### Походження
Донедавна вважалося, що східнослов'янські племена (словени, кривичі, в'ятичі, радимичі, дреговичі, східні поляни, волиняни, древляни, сіверяни, угличі (уличі), тиверці, дуліби, білі хорвати)
розмовляли близькоспорідненими східнослов'янськими діалектами, які виділилися із праслов'янської етномовної спільності приблизно в VI ст. н. е.
Згідно з сучасними даними, згадані східнослов'янські племена походять з різних діалектних зон спільнослов'янської мови.
Давній східнослов'янський мовний ареал був діалектно досить виразно здиференційований. Монолітної, структурно одноманітної мови не було. Мовні особливості східнослов'янських діалектів реконструюються на основі свідчень писемних пам'яток, написаних кирилицею (відомі з серед. XI ст., окр. написи — з поч. X ст.), та сучасних східнослов'янських говірок із залученням матеріалу інших слов'янських мов.
За наслідками процесу занепаду редукованих в XI—XIII столітті, південь і південний захід (територія руської мови й пізніше майбутніх української та білоруської мов) виявилися протиставленими півночі й північному сходові (територія майбутньої російської мови).

## Писемна мова Русі

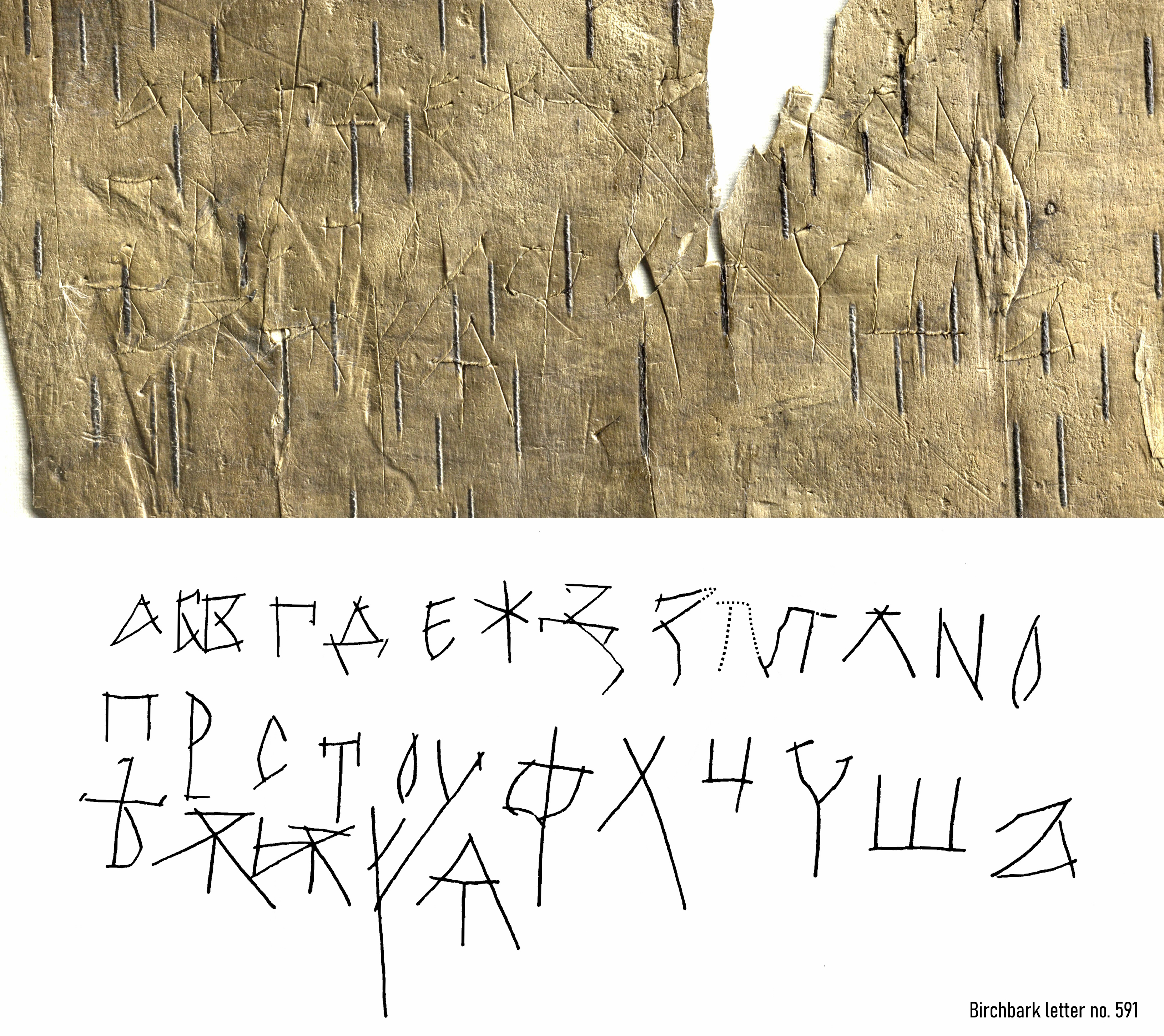
Берестяна грамота № 591 з кириличною абеткою, 11 ст.

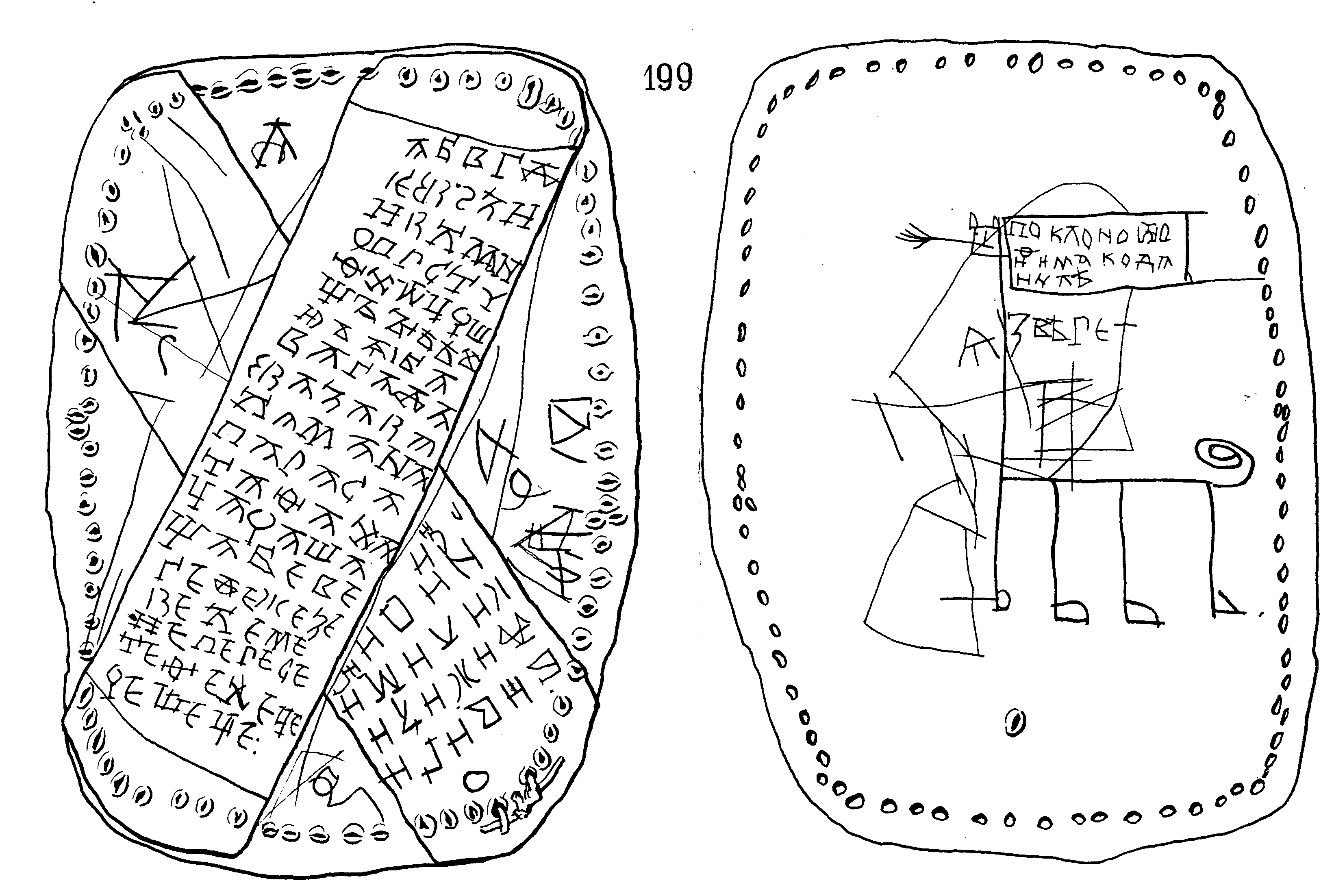
Берестяні грамоти Онфима з кириличною абеткою, 13 ст.

### Давньоруська чи місцевий варіант старослов'янської?
Питання про існування в Русі спільної писемної мови є значно менш контроверсійним. Абсолютна більшість лінгвістів визнає існування такої мови. Все ж у науковому товаристві існує дискусія щодо виправданості застосування терміна «давньоруська мова».
На відміну від сучасних літературних мов східнослов'янських народів, писемна мова часів Русі була значно менш пов'язана з місцевими діалектами. Бурхливий розвиток писемності на Русі розпочався з приходом на її терени християнства. Разом з християнством на Русі почала поширюватись і писемна мова слов'янського перекладу Святого Письма — Староцерковнослов'янська мова (церковнослов'янська) писемна мова. Цю мову створили в середині IX століття Кирило і Мефодій на основі діалекту, яким розмовляли предки сучасних македонців, що жили тоді на дещо більшій території, до якої належало також рідне місто Кирила та Мефодія Солунь (нині місто Салоніки в Греції). Крім македонських, ця мова містила також моравські елементи, оскільки Кирило і Мефодій тривалий час вели місіонерську діяльність серед слов'ян Великоморавії. Наприкінці IX століття мова слов'янського перекладу Святого Письма зазнала подальшої модифікації на території Болгарії.
Отже, церковнослов'янська писемна мова, яка прийшла в Русь разом із християнством, поєднувала в собі лінгвістичні особливості македонських, моравських та болгарських діалектів. Слов'янські діалекти Русі у формуванні цієї мови участі не брали.
Перебуваючи в обігу в Русі, церковнослов'янська мова вбирала в себе дедалі більше рис місцевих діалектів. Глибина цього процесу була різною в різних сферах застосування мови. Найменшого впливу зазнали канонічні тексти релігійного змісту. Мова цих текстів залишалася найбільш близькою до початкового варіанту церковнослов'янської писемної мови.
У світських документах вплив місцевих діалектів був сильніший. Пишучи договори, купчі грамоти тощо їхні автори не могли обійтися без побутової лексики, яку вони змушені були брати з розмовної мови. Отже мова світських документів Русі дедалі більше поєднувала в собі як церковнослов'янську основу, так і деякі риси місцевих діалектів. Щодо співвідношення цих двох складових думки лінгвістів різняться. Частина дослідників, не заперечуючи присутність у писемній мові Русі місцевих елементів, вважає, що в своїй основі все ж залишалась церковнослов'янською. Тому вони вважають, доречнішим вважати її місцевим варіантом церковнослов'янської мови.
Однак більшість філологів, визнаючи церковноослов'янську основу давньоруської мови, все ж вважають що присутність східнослов'янських елементів є настільки значною, що дозволяє говорити про окрему давньоруську писемну мову.[джерело?]

### Мовні риси
Частина фонетичних, лексичних і граматичних рис зближує давньоруську мову з іншими східнослов'янськими, а також південнослов'янськими та західнослов'янськими мовами. Разом з тим давньоруська мова відрізняється рядом специфічних рис. Високорозвиненими були лексична, словотворча і граматична системи, які успадкували багато рис праслов'янської мови і разом з тим виробили чимало іновацій.

#### Фонетика
Фонетичними фактами дописемного періоду стали повноголосся та початкові ро, ло з праслов'янських сполук or, ol перед приголосними при циркумфлексовій інтонації як специфічно східнослов'янська реалізація закону відкритого складу у сполученнях голосних із [r], [l] (див. метатеза плавних у слов'янських мовах); такі рефлекси першої палаталізації і йотації, як палатальні ч’, ж’ (через ступінь дж’) з праслов'янських tj, dj (свѣча, межа) і kt, gt перед голосними переднього ряду (печи, мочи) та ін.
Після деназалізації праслов'янських носових голосних (X ст.) система вокалізму налічувала десять фонем: голосні переднього ряду [і], [e] (= відкритий [ε]), [ѣ] (= закритий [е], близький до [і], або ж дифтонг [іе]), [ь] (= редукований, надкороткий [е]), [a] та непереднього ряду [ы], [у], [о], [ъ] (= редукований, надкороткий [о]), [а]. У системі консонантизму було 26 фонем:
- губні [п], [б], [в (w)] (імовірно, губно-губний), [м],
- передньоязикові тверді [д], [т], /z/ [з], /s/ [с], [н], [р], [л]
- середньоязикові — /zʲ/ [з’], /sʲ/ [с’], /ɕ/ [ш’], /ʑ/ [ж’], /d͡ʑ/ [дж’], /t͡sʲ/ [ц’], /t͡ɕ/ [ч’], [ш'ч’], [ж'дж’], [н’], [р’], [л’]
- задньоязикові [к], [ґ] (на півночі) та [γ] (або [h]) (на півдні), [х].

Звук [j] був позиційним варіантом голосної фонеми [і]. Приголосний ф вживався тільки в запозичених (в основному з грецької мови) словах (Примітка: не зважаючи на написання літери ф, її зазвичай вимовляли як [хв], або заміняли на х (Охрѣмъ або Ехрѣмъ з грец. Εφραίμ) або п (Пилипъ з грец. Φιλίππος)).
Перед голосними переднього ряду приголосні зберігали позиційну палаталізованість, що виникла у праслов'янській мові в результаті дії закону складового сингармонізму. Друге пом'якшення приголосних (2-а половина XI ст.) призвело до ліквідації відмінності між фонематичною та позиційною м'якістю (не в усіх діалектах давньоукраїнської мови цей процес відбувся послідовно): палатальні приголосні змінилися на палаталізовані (передньоязикові за місцем творення). Якості приголосного і голосного стали взаємопов'язаними в єдиній функціональній одиниці — силабемі. Після занепаду редукованих голосних за приголосними фонемами закріпилася диференційна ознака палаталізованості, а за голосними — лабіалізованості (у більшості говірок). Занепад слабких редукованих (XI—XIII ст.) привів до їх повної девокалізації, сильні [ъ], [ь] перейшли відповідно в [о], [е] (позиц. різновиди [ы], [ь] — голосні [ы], [і] — у сильній позиції змінилися у протоукраїнських і протобілоруських діалектах в [ы], [і], у проторосійських — в [о], [е]). Унаслідок занепаду редукованих у фонологічній системі давньоукраїнської мови сталися важливі зміни: скоротилася кількість голосних фонем, перебудувалися фонемні відношення, виникли закриті склади, відбулися процеси спрощення, асиміляції і дисиміляції у нових групах приголосних та ін. Праслов'янські інтонаційні розрізнення втратилися; наголос став динамічним.

#### Граматика
Іменник
Граматична будова давньоруської мови була флективною. У системі іменника розрізнялися три роди (чоловічий, жіночий і середній), три числа (однина, двоїна і множина) і сім відмінків. Типи відмінювання іменників (їх було шість) визначалися характером давньої (праіндоєвропейської) основи. У пізній давньоруській мові відбувалася перебудова відмінкової системи, перегрупування типів відмінювання залежно від роду й закінчення, що призвело до формування відмінкових систем сучасних східнослов'янських мов з 3-4 відмінами.
Прикметник
Прикметники мали іменну й займенникову форми (якісні — добръ, добрыи; відносні — камѧнь, камѧный; вищий ступінь порівняння — добрѣи, добрѣишии) (ѧ — юс малий, ѣ — ять). Найвищий ступінь утворювався описово.
Дієслово
Дієслова розрізнялися за двома основами: теперішнього часу й інфінітива. Від основи теперішнього часу утворювалися наказовий спосіб, активний і пасивний дієприкметники теперішнього часу; від основи інфінітива — супін, аорист, імперфект, активні й пасивні дієприкметники минулого часу, дієприкметник минулого часу на -л-. Форми минулого часу були прості (аорист, імперфект) і складені (перфект, плюсквамперфект).

### Функціонування
За час функціонування давньоукраїнської мови відбулися
- занепад давньої системи відмінювання іменників,
- формування числівника як окремої частини мови,
- втрата супіна,
- виникнення єдиної форми минулого часу на основі перфекта,
- нових форм умовного та наказового способів, дієприслівників та ін.

На основі церковнослов'янської мови і діалектів відбувалися контакти давньоукраїнської мови з багатьма мовами: грецькою, тюркськими, фіно-угорськими тощо.

### Застосування
Давньоруська мова мала розгалужені стилі (юридично-діловий, літописний, світсько-художній) і виконувала всі державні та світські культурні функції. Це мова «Руської Правди», «Повісті временних літ», «Слова о полку Ігоревім», «Повчання Володимира Мономаха», «Моління Данила Заточника» та ін. У різних регіонах Русі вона поступово збагачувалася місцевими лексичними та стилістичними особливостями і згодом стала основою формування української, білоруської і російської писемно-літературних мов давнього періоду.
Давньоруська літературна мова поєднувала в різних типах писемності особливості народнорозмовної та церковнослов'янської мов. Церковнослов'янська мова української редакції, тобто позначена впливом східнослов'янських діалектів, закріпилася як мова церкви, церковної літератури та богослужіння.

## Приклад
«Заповіт» Т. Шевченка давньоруською мовою (переклав Андрій Андрусяк)
ЗАВѢТЪ Шьвьчєнъковъ

Въ гробѣ мѧ по съмьрти

Погрєбѣтє чинъмь

Сєрєдѣ широка полꙗ

Милꙑ Ѹкраинꙑ

Ꙗко бꙑхъ рольѭ широкѫ

Дънѣпръ жє и скалꙑ

Видѣти а чюти моглъ

Громъ ѥго нємалꙑи

А сънєсє ѿъ Ѹкраинꙑ

Въ синѥѥ морє

Кръвь ворожьѭ, а тако

И рольѭ и горꙑ

Вьргѫ вьсє, поущѭ сѧ

Къ самомѹ Богѹ

Молитъ сѧ… А пєрєжє

Ꙗ нє знаѭ Бога.

А погрєбъшє възидѣтє

Вєригꙑ поръвѣтє

Ворога кръвьѭ зълоѭ

Волѭ ѡкропитє

И тъгдꙑ въ домѹ вєлицѣ

Вольни въ новѣ родѣ

Помѧнѫти мѧ мозѣтє

Въ добрѣ рѣчи годѣ.